# 완벽한 그녀에게 딱 한가지 없는 것
《완벽한 그녀에게 딱 한가지 없는 것》(영어: 13 Going on 30, 오스트레일리아에서는 Suddenly 30라는 제목으로 개봉되었다.)은 2004년 공개된 미국의 판타지 로맨틱 코미디 영화이다. 게리 위닉이 연출을 맡고, 조시 골드스미스, 캐시 여스파가 각본을 썼다. 제니퍼 가너, 마크 러펄로, 주디 그리어, 앤디 서키스 등이 출연하였다.
레벌루션 스튜디오 제작, 컬럼비아 픽처스 배급으로 2004년 4월 23일 미국 전역에 개봉되었다. 대한민국에서는 2004년 11월 5일 개봉되었다. 제니퍼 가너는 MTV 무비 어워드와 틴 초이스 어워드에 후보 지명되었다. DVD는 "Fun and Flirty Edition"라는 제목으로 재발매되었고, 2009년 블루레이가 발매되었다.

## 줄거리
1987년. 오늘로 13살이 된 제나(크리스타 B. 앨런 분). 하지만 졸업 앨범 사진엔 치아 교정기만 보이고 얼짱 루시(알렉산드라 카일 분)에게 왕무시를 당하는 건 생일날도 여전하다. 눈이 오나 비가 오나 돌쇠같은 남자친구 맷(숀 마켓 분)에게 받은 생일 선물로 살짝 기분이 풀리려는 순간, 자신의 생일 파티에 갑작스레 등장한 불청객 루시가 제안한 '천국에서의 7분' 게임으로 벽장에 갇히고 만다. 그 순간 제나는 빨리 어른이 되길 소원한다.
2004년. 아침에 눈을 뜬 제나(제니퍼 가너 분)의 눈앞엔 그야말로 눈이 번쩍 뜨이는 럭셔리한 생활이 대기 중이다. 하룻밤 새 30살이 된 그녀는 자신이 잡지에서나 봤던 쭉쭉빵빵 몸매에 뉴욕 한복판의 호화 아파트에 사는 잘나가는 패션 잡지 에디터로 다시 태어난 것을 알게 된다. 게다가 그녀를 따돌림 시키던 루시(주디 그리어 분)와는 단짝 친구가 되어 있고 재벌급의 잘생긴 할리우드 스타가 내 남자친구라는 것에 흥분한다.
하지만 평생 나만 사랑할 것 같던 맷(마크 러펄로 분)은 정작 자신을 보고도 시큰둥한 반응에 뭔가 허전하고, 꿈에서나 바란 완벽한 여자의 삶이지만 뭔가 30살이 된 자신은 출세욕에 불타는 이기적인 사람이란 사실에 충격을 받는다.
실망한 제나는 자신의 삶을 바라던 모습으로 바꿔놓기 위해 어른들의 세계에 뛰어 들기로 하고 성인과 소녀가 한 몸에 존재하며 벌어지는 깜찍한 소동극이 80년대 추억의 팝음악과 함께 펼쳐지는데…

## 출연
- 제니퍼 가너 - 제나 링크 역

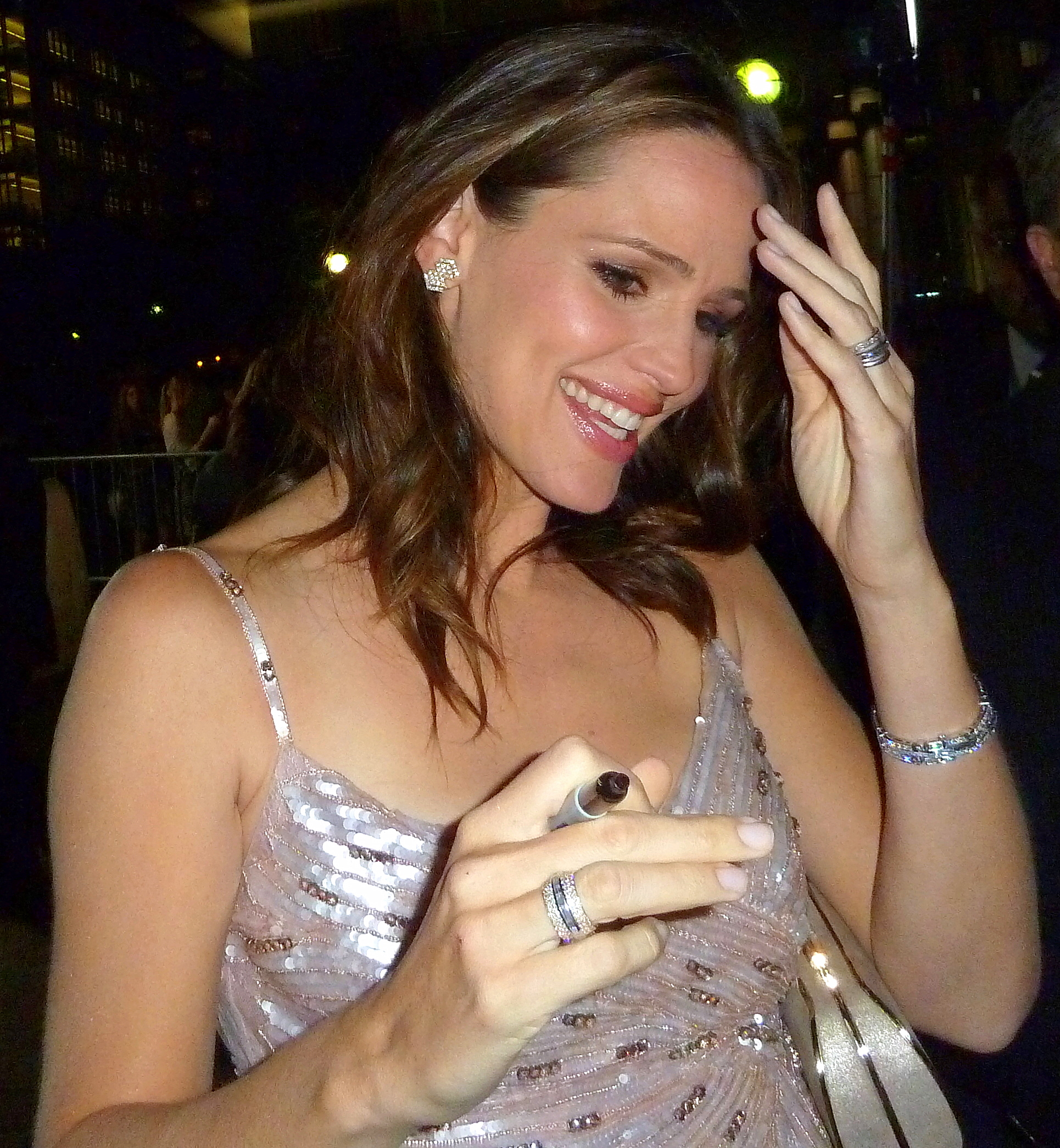
제나 링크 역을 연기한 제니퍼 가너.

  - 크리스타 B. 앨런 - 어린 제나 역
- 마크 러펄로 - 맷 "매티" 플램해프 역
  - 숀 마켓 - 어린 맷 역
- 주디 그리어 - 루시 "톰톰" 와이먼 역
  - 알렉산드라 카일 - 어린 루시 역
- 짐 개피건 - 크리스 그랜디 역
  - 앨릭스 블랙 - 어린 크리스 역
- 앤디 서키스 - 리처드 닐런드 역
- 캐시 베이커 - 베벌리 링크 역
- 필 리브스 - 웨인 링크 역
- 린 콜린스 - 웬디 역
- 수전 이건 - 트레이시 핸슨 역
- 새뮤얼 볼 - 앨릭스 칼슨 역
- 마샤 더보니스 - 알린 역
- 키어스틴 워런 - 트리시 새킷 역
- 애슐리 벤슨 - 식스 칙 역
- 브리트니 커런 - 식스 칙 역
- 브리 라슨 - 식스 칙 역
- 러네이 올스테드 - 베키 역
- 지아 만테이니아 - 지나 역

## 시청 등급
- 대한민국: 15세 관람가